# Vaccino anti-epatite B
Il vaccino dell'epatite B è una sospensione sterile contenente particelle dell'antigene di superficie del virus dell'epatite B (HBsAg).
Il vaccino è efficace nel 95% dei casi nel prevenire l'infezione da HBV e le sue conseguenze croniche (si calcola che ogni anno muoiano 600.000 persone per le conseguenze dell'epatite B), ed è stato il primo vaccino ad essere sviluppato come forma di prevenzione contro gravi tumori.
Visti i possibili rischi di conseguenze croniche da infezione precoce da HBV, che nel caso di infezione sotto il primo anno di età raggiungono l'80-90% dei casi, la posizione ufficiale dell'Organizzazione Mondiale della Sanità è che tutti i neonati dovrebbero ricevere la loro prima dose di vaccino entro le prime 24 ore dalla nascita.
Il vaccino antiepatite B è considerato particolarmente sicuro; gli effetti collaterali sono, come per gli altri vaccini, rari e molto blandi (arrossamento della pelle nel punto dell'iniezione, febbre leggera di breve durata); nonostante numerosi studi a lungo termine, non è mai emersa evidenza di gravi eventi avversi causalmente connessi alla vaccinazione.

## Sviluppo
I primi vaccini furono prodotti all'inizio degli anni ottanta a partire da plasma di portatori sani.
Il vaccino era trattato con pepsina, urea e con formolo, per inattivare tutti i virus presenti e poi purificato per ultracentrifugazione e fatto adsorbire su alluminio idrossido; la preparazione conteneva tiomersale (Thimerosal) come conservante.
Dagli anni novanta il vaccino viene ottenuto a partire da HBsAg prodotto in cellule di lieviti (Saccharomyces cerevisiae) mediante tecnica del DNA ricombinante, e perciò non contiene particelle virali.
Il vaccino attualmente in commercio in Italia non contiene l'agente conservante tiomerosale.

## Indicazioni

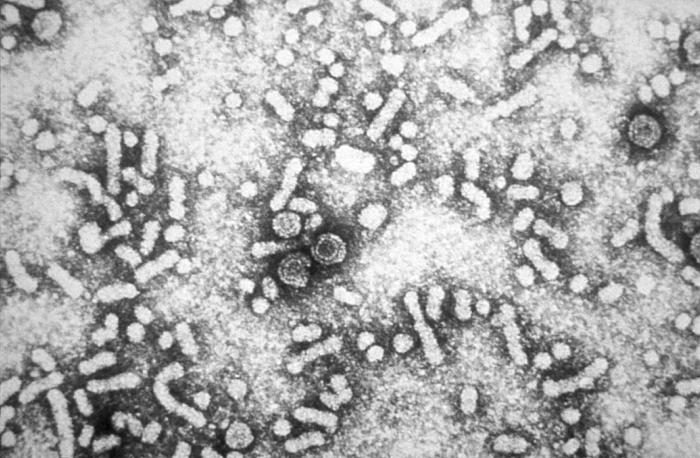
Virus dell'epatite B.

Il vaccino dell'epatite B conferisce immunità attiva contro l'infezione dell'epatite B inducendo la produzione di anticorpi specifici contro l'antigene di superficie del virus dell'epatite B. La sieroconversione si può osservare almeno nel 95% dei soggetti immunocompetenti che abbiano ricevuto solo la prima dose di vaccino. La durata dell'immunità contro l'epatite B dopo la vaccinazione è a tutt'oggi oggetto di discussione. Essa sembra correlata al picco di concentrazione anticorpale raggiunto dopo la prima vaccinazione: perché la protezione sia completa sono necessari picchi di concentrazione anticorpale superiori a 10 unità per litro.
È consigliata inoltre nei soggetti a rischio di contagio: personale medico e paramedico, tecnici di laboratorio e tutti coloro che possano avere contatto diretto con pazienti infetti o con i loro fluidi corporei; emodializzati, emofilici e coloro che devono sottoporsi a ripetute trasfusioni di sangue o di emoderivati; soggetti che vivono a stretto contatto con portatori sani di epatite B; individui che cambiano di frequente partner sessuali, soggetti che abusano di droghe iniettabili; individui che viaggiano in aree geografiche in cui l'epatite B è una malattia endemica.
La vaccinazione deve essere effettuata anche nei neonati da madri portatrici sane dell'antigene di superficie del virus dell'epatite B o da madri HBsAg-positive per infezione recente.
Attualmente sono in fase di sperimentazione vaccini dell'epatite B che presentano proprietà immunogene più elevate, con l'intento di ottenere risposte più complete, in particolare nei pazienti immunocompromessi. Risultano di maggiore interesse i vaccini derivati da cellule di mammiferi, che includono quelli contenenti gli antigeni pre-S del virus dell'epatite B, vaccini peptidici e polipeptidici sintetici e altri vaccini vivi preparati usando vaccino-virus ricombinanti.

## Programmi di immunizzazione
In Italia la vaccinazione contro l'epatite B è divenuta obbligatoria con la Legge 165/1991, su proposta di iniziativa parlamentare del 1988, alla quale si arrivò dopo una lunga discussione iniziata nel 1981.
Nel 1992 l'Organizzazione Mondiale della Sanità ha ufficialmente raccomandato l'inserimento del vaccino antiepatite B in tutti i programmi di immunizzazione nazionale; al 2004, la maggior parte dei paesi europei ha introdotto il vaccino nei rispettivi calendari vaccinali.

## Posologia
Il protocollo posologico di base prevede tre dosi di vaccino, con la seconda e terza dose da somministrare rispettivamente a distanza di 1 mese e 6 mesi dalla prima dose. Il vaccino dovrebbe essere iniettato per via i.m. I siti di iniezione preferenziali sono la regione deltoidea nell'adulto e la porzione anterolaterale della coscia nel bambino. Per quanto riguarda il vaccino di derivazione plasmatica la prima dose, espressa in termini di contenuto in antigene di superficie del virus, deve essere di 10 µg nel bambino di età inferiore a 10 anni e di 20 µg nel bambino con età superiore a 10 anni e nell'adulto. Nei pazienti immunocompromessi o in dialisi possono essere impiegati fino a 40 µg (due dosi da 20 µg in due siti di iniezione differenti). Per quanto riguarda il vaccino preparato per tecnica del DNA ricombinante, le dosi raccomandate possono essere uguali a quelle del vaccino di derivazione plasmatica, sebbene negli USA il protocollo posologico più seguito prevede la somministrazione di dosi di 5 µg nel bambino con età inferiore a 10 anni e di 10 µg nel bambino più grande e nell'adulto.
Per instaurare una rapida immunità contro l'epatite (es. nei viaggiatori che devono recarsi in aree geografiche endemiche) si somministra il vaccino ricombinante anticipando di 4 mesi l'iniezione della terza dose (2 mesi dopo la prima) e impiegando una dose di richiamo un anno dopo la prima dose.
Nei neonati a rischio è raccomandata l'induzione di immunità sia passiva che attiva mediante la somministrazione concomitante di immunoglobulina e vaccino. Entro 24 ore dalla nascita deve essere iniettata la prima dose di vaccino contemporaneamente a una singola dose di 200 unità di immunoglobulina dell'epatite B (in un sito di iniezione differente).
Anche nei pazienti adulti in cui sia richiesta una rapida protezione dall'epatite o nei soggetti che si sospetta già contagiati per esposizione accidentale al virus, si può indurre immunità passiva e attiva mediante somministrazione contemporanea del vaccino e dell'immunoglobulina (500 unità).
Il vaccino dell'epatite B può essere somministrato anche per via intradermica o sottocutanea, soprattutto nei pazienti emofilici. La dose usuale da iniettare per via intradermica è di 2 µg.
La risposta immunitaria al vaccino dell'epatite B dipende da fattori correlati alle caratteristiche dell'ospite. In particolare, la risposta immunitaria risulta ridotta negli anziani, nei fumatori, nei soggetti di sesso maschile, negli alcolisti cronici, nei pazienti HIV-positivi, negli emodializzati. In tali pazienti si raccomanda pertanto di somministrare dosi più elevate. La risposta immunitaria può essere influenzata anche da fattori genetici e dal sito di iniezione (es. la risposta è maggiore se l'iniezione viene effettuata nel deltoide piuttosto che nel gluteo).
Il vaccino deve essere conservato a temperatura compresa tra 2 e 8 °C, evitandone il congelamento.